# Ziemia Księcia Karola
Ziemia Księcia Karola (norw. Prins Karls Forland) – najdalej na zachód wysunięta wyspa archipelagu Svalbard. Jej powierzchnia wynosi 615 km², z czego lodowce zajmują 96 km². W przeważającej większości górzysta, najwyższym wzniesieniem jest Monacofjellet 1084 m n.p.m. Nie jest zamieszkana. Jest częścią Parku Narodowego Forlandet.
Na wyspę w 1596 roku przybyła wyprawa Willema Barentsa, a od 1625 roku wyspa nosi nazwę na cześć Karola I Stuarta, księcia Walii oraz króla Anglii i Szkocji.